# IC 2231
IC 2231 ist eine elliptische Galaxie vom Hubble-Typ E0 im Sternbild Canis Minor südlich der Ekliptik. Sie ist schätzungsweise 401 Millionen  Lichtjahre von der Milchstraße entfernt und hat einen Durchmesser von etwa 120.000 Lichtjahren.

Im selben Himmelsareal befindet sich u. a. die Galaxie IC 498.
Das Objekt wurde am 23. März 1895 von Lewis Swift entdeckt.